# Double Bay
Double Bay est un quartier du sud-est de Sydney, situé dans la zone d'administration locale de Woollahra, dont elle abrite le siège, dans l'État de Nouvelle-Galles du Sud.

## Géographie
Double Bay s'étend sur 0,79 km2 dans la région métropolitaine Eastern Suburbs, à 4 km à l'est du centre d'affaires de Sydney. Il s'ouvre au nord sur la baie de Sydney. 

## Démographie
| 2006  | 2016  | 2021  |
| ----- | ----- | ----- |
| 4 703 | 4 642 | 4 709 |